# Папоцце
Папоцце (італ. Papozze, вен. Papoze) — муніципалітет в Італії, у регіоні Венето, провінція Ровіго.
Папоцце розташоване на відстані близько 350 км на північ від Рима, 60 км на південний захід від Венеції, 22 км на південний схід від Ровіго.
Населення — 1558 осіб (2014).
Щорічний фестиваль відбувається 24 серпня. Покровитель — святий Варфоломій apostolo.

## Демографія
Населення за роками:

Станом на 1 січня 2023 року в муніципалітеті офіційно проживало 100 іноземців з 21 країни, серед них 40 громадян країн Євросоюзу та 8 громадян України.

## Сусідні муніципалітети
- Адрія
- Аріано-нель-Полезіне
- Берра
- Корбола
- Вілланова-Маркезана